# شینجیرو اهارا
شینجیرو اهارا (انگلیسی: Shinjirō Ehara; ۱۲ اکتبر ۱۹۳۶ – ۲۷ سپتامبر ۲۰۲۲) بازیگر اهل ژاپن بود.